# San Corbiniano
Le titre cardinalice de San Corbiniano (Saint-Corbinien) est érigé par le pape Benoît XVI en 2010. Il est associé à l'église San Corbiniano située via Braies, à Rome, et dont la dédicace à Saint Corbinien, évangélisateur de la Bavière et premier évêque de Freising constitue un hommage au pape Benoît XVI lui-même ancien archevêque de Munich et Freising et qui a fait figurer sur ses armoiries pontificales l'ours de Saint Corbinien.
Le premier titulaire de San Corbiniano est Reinhard Marx, lui-même archevêque de Munich, et donc successeur de Corbinien et de Joseph Ratzinger.

## Titulaires
- Reinhard Marx (2010-)

## Sources
- (it) Cet article est partiellement ou en totalité issu de l’article de Wikipédia en italien intitulé « San Corbiniano (titolo cardinalizio) » (voir la liste des auteurs).